# Yegor Vagner
Yegor Yegórovich Vagner (en ruso: Егор Егорович Вагнер; 9 de diciembre de 1849 en Kazán, Imperio ruso - 27 de noviembre de 1903 en Varsovia, Polonia) fue un químico ruso. Vagner utilizó el nombre de Georg Wagner en sus publicaciones en revistas alemanas.

## Vida y obra
Su padre, de origen alemán, era abogado y funcionario, y su madre procedía de la aristocracia rusa. Estudió desde 1867 en la Universidad de Kazan. Se propuso llegar a ser abogado como su padre, pero bajo la influencia de Alexander Záitsev se dedicó a la química. Záitsev había transformado Kazan en el centro de la química orgánica de Rusia y muchos de sus estudiantes se convirtieron en profesores. En 1874, Wagner se graduó en química brillantemente y recibió una beca de dos años de preparación para una cátedra. Se quedó un año con Záitsev en Kazan y otro año con Aleksandr Bútlerov en la Universidad de San Petersburgo. Después se fue en 1882 como profesor asistente a San Petersburgo, y posteriormente fue profesor del Instituto Forestal y Agrícola en Nowo-Alexandria, en Lublin, donde estableció un Laboratorio de Química Orgánica. 
En 1886 fue el primer catedrático de Química Orgánica de la Universidad de Varsovia, pero se cambió en 1889 a la recién fundada Escuela Politécnica de Varsovia, donde fue profesor de Química Orgánica y Decano de la Facultad de Química.
En colaboración con Hans Meerwein, formalizó en 1899 la denominada Transposición de Wagner-Meerwein con el objetivo de sistematizar el estudio de los terpenos.